# ملاک تصدیق چندگانه

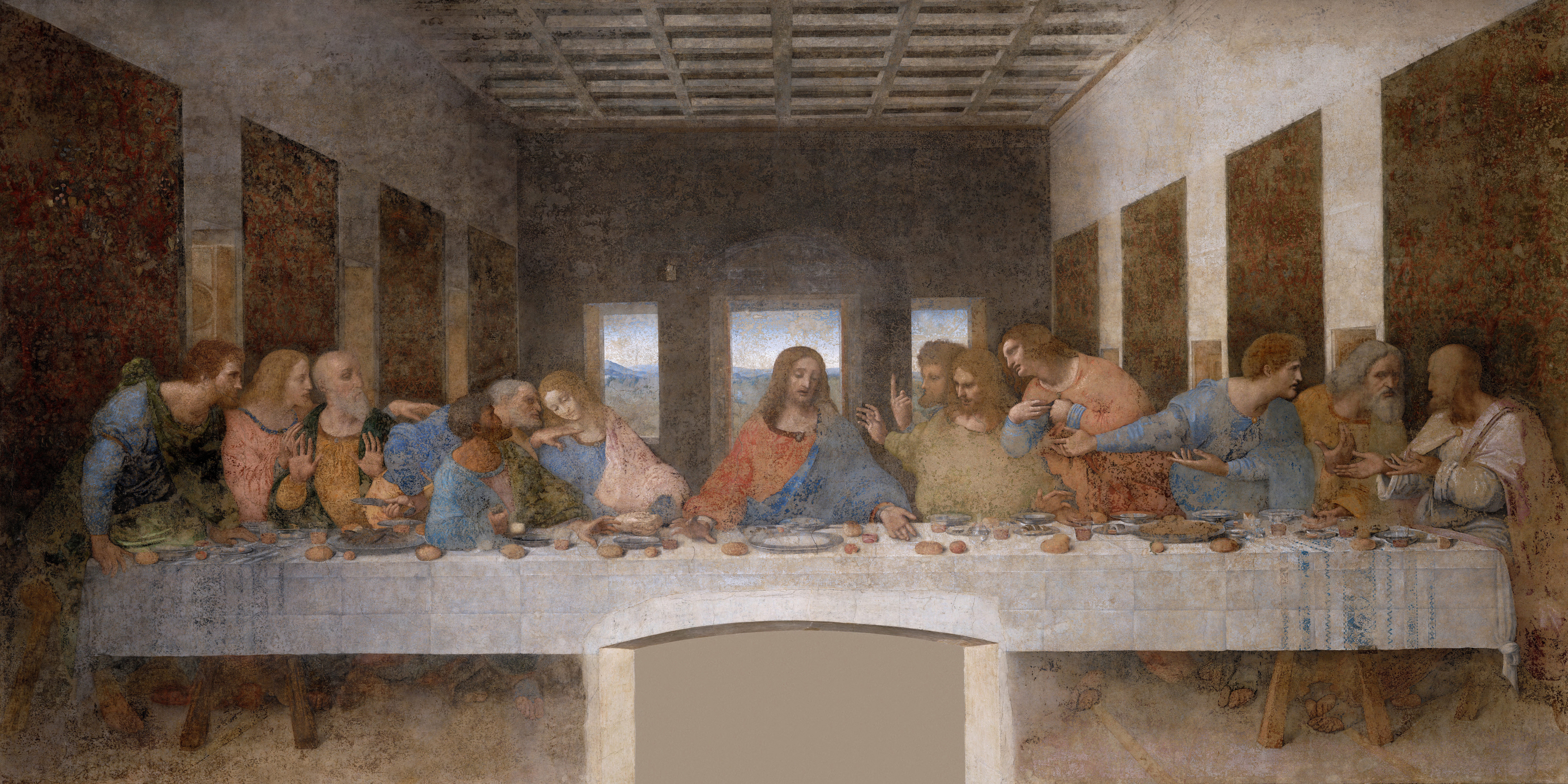
شام آخر - لئوناردو داوینچی

ملاک تصدیق چندگانه (به انگلیسی: Criterion of multiple attestation) یا ملاک تصدیق مستقل (به انگلیسی: Criterion of independent attestation) ابزاری است که برخی از محققین کتاب مقدس از آن استفاده می‌کنند تا در مورد اینکه احتمال اینکه رفتار و گفته‌های خاصی که به عیسی در عهد جدید نسبت داده شده به عیسی بازگشته یا اینکه توسط کلیسا ابداع شده‌اند تصمیم‌گیری کنند.